# Sovijja Pou
Sovijja Pou, född 18 juli 1995 i Baltimore, USA, är en kambodjansk simmare.
Pou tävlade för Kambodja vid olympiska sommarspelen 2016 i Rio de Janeiro, där han blev utslagen i försöksheatet på 100 meter frisim.